# Lars Rabenius (1879–1960)
Lars Per Teodor Rabenius, född den 6 maj 1879 i Uppsala, död den 3 november 1960 i Djursholm, var en svensk jurist och ämbetsman. Han var son till Theodor Rabenius och Olena Falkman samt far till Brita Björkbom och vidare bror till Olof Rabenius.
Rabenius blev juris utriusque kandidat vid Uppsala universitet 1902 och bedrev därefter juridiska studier utomlands. Han var sekreterare i lagutskottet 1905–1907, biträdde vid jordabalksförslagets utarbetande i Lagberedningen 1907–1909 och var ledamot där 1910–1913. Han blev ombudsman i Kungliga vetenskapsakademien 1911, byråchef för lagärenden i Socialstyrelsen 1912, expeditionschef i Finansdepartementet 1917, statssekreterare samma år, delegat för skandinaviska emigrationslagstiftningen 1915, ledamot av kyrkobokföringskommittén samma år, ordförande i budgetårskommittén 1919, statlig förlikningsman i 1:a distriktet samma år. Efter att han lämnat statstjänsten blev han advokat i Stockholm 1920. Han utgav Wikmanshytte bruksegendomar och deras ägare genom tiderna (1945).
Bergstrand blev riddare av Nordstjärneorden 1916 och kommendör av andra klassen av samma orden 1935. 
Rabenius gifte sig 1905 med Daisy Bergstrand som var dotter till praktiserande läkaren Anders Bergstrand. Rabenius är begravd på Uppsala gamla kyrkogård.